# Theloderma stellatum
Theloderma stellatum är en groddjursart som beskrevs av Taylor 1962. Theloderma stellatum ingår i släktet Theloderma och familjen trädgrodor. IUCN kategoriserar arten globalt som nära hotad. Inga underarter finns listade i Catalogue of Life.